# Lord Emsworth
Clarence Threepwood, 9:e earl av Emsworth, eller Lord Emsworth, slottsherre på Blandings Castle i grevskapet Shropshire, är en litterär gestalt skapad av P.G. Wodehouse. Namnet är inspirerat av orten Emsworth där Wodehouse bodde en tid i ett hus kallat "Threepwood". Lord Emsworth, vars hobbies är grisuppfödning och trädgårdsodling, är en välvillig, sympatisk och tankspridd herre, som trivs bäst bland sina rosor och pumpor och i sällskap av sin prisbelönta gris, berkshiresuggan "Dronningen av Blandings". Han gjorde sitt första framträdande i romanen Lord Emsworths misstag (även Det våras på Blandings) från 1915.
Lord Emsworth är lång, smal och gänglig och bär en pincené som han ofta tappar bort. Han är vid utmärkt hälsa, har sunda vanor och går gärna informellt klädd i slitna tweedkavajer och -byxor. Han ogillar formella tillställningar och hatar att åka till London, utan trivs bäst på godset i den lantliga miljön.
Lord Emsworth har svårt att fördra sina samhällsplikter, härsklystna systrar och andra släktingar. Han har tre barn, ett par barnbarn, en bror, en brorsdotter och en mängd systrar, systersöner och systerdöttrar. En av systrarna, lady Constance, bor även hon på slottet. Lord Emsworth vill helst slippa bli störd av sin sekreterare, "den duglige Baxter", som  han finner alltför nitisk. Likaledes är lorden inte sällan oense med sin trädgårdsmästare Angus McAllister i diverse hortikulturella frågor.
Skådespelare som porträtterat lorden är bland andra Ralph Richardson, Peter O'Toole och Timothy Spall.